# Pistoia
Pistoia este un oraș și comună în regiunea Toscana din Italia, este capitala unei provincii cu același nume și este situat la aproximativ 30 km vest și nord de Florența.

## Date generale
Pistoia este numit și orașul plantelor ornamentale, renumit pentru piața vastă de flori/plante decorative. Cultivarea plantelor ornamentale are o veche tradiție și reprezintă o resursă economică importantă pentru toți locuitorii acestei regiuni. Numele orașului Pistoia a devenit sinonim cu „pepinierele plantelor ornamentale”. Originea pepienerelor vine de la înfiintarea primei pepienire de către un tânăr grădinar numit Antonio Bartolini. În prezent în Pistoia sunt peste 1.000 de pepiniere, întinse pe o suprafață circa 5.000 de hectare. Orașul Pistoia este cunoscut și prin stațiunea sa de cură și tratament aflat în satul Montecatini Terme, un loc pitoresc și renumit.

## Hidrografia
Acest oraș este traversat de mai multe râuri de dimensiuni mici. Principalul râu se numește Ombrone Pistoiese și curge în vestul orașului în apropierea cartierului San Biagio. Râul Ombrone Pistoiese este foarte curat și are apa foarte limpede, în ea trăiesc o serie de specii de pești (trota fario, scazzone, vairone). El este un afluent al râului Arno.

## Orașe înfrățite
Pistoia este înfrățit cu:
- Onești, Județul Bacău, România
- Kruševac, Serbia
- Pau, Franța, din 1975
- Zittau, Germania

## Demografie
Pistoia - evoluția demografică

|  | Graficele sunt indisponibile din cauza unor probleme tehnice. Mai multe informații se găsesc la Phabricator și la wiki-ul MediaWiki. |

Date: Recensăminte sau birourile de statistică - grafică realizată de Wikipedia

Pistoia este un oraș istoric din regiunea Toscana care număra 90.288 locuitori la 31 martie 2011.
Potrivit datelor ISTAT la 31 decembrie 2010, populația străină a fost de 8.007 de persoane. Cele mai numeroase comunități de străini provin din:
- Albania 3.626 4,02%
- România 1.589 1,76%